# Nefazodone
Nefazodone è una molecola con attività antidepressiva. Il farmaco può essere usato nel trattamento del disturbo depressivo maggiore, disturbo distimico, e nella fase depressiva del disturbo bipolare. Come molti altri antidepressivi, il trattamento può richiedere diverse settimane prima di determinare effetti benefici.
In Italia il farmaco non è più commercializzato.

## Farmacodinamica
Nefazodone esercita un'attività antidepressiva potenziando l'attività serotoninergica a livello del sistema nervoso centrale. La molecola blocca il recettore postsinaptico 5HT2 ed inibisce la ricaptazione della serotonina.
Nefazodone mostra anche una debole azione di blocco alfa 1-adrenergico. È stato dimostrato che non sopprime il sonno REM, quindi non modifica l'architettura del sonno, ma diminuisce il numero dei risvegli notturni.

## Farmacocinetica
Dopo somministrazione per via orale nefazodone viene rapidamente e completamente assorbito dal tratto gastrointestinale. Il picco di concentrazione plasmatica (Cmax) viene raggiunto a distanza di 1-3 ore dall'assunzione.
Nefazodone presenta un legame alle proteine del plasma superiore al 99%.
Si stima che la biodisponibilità della molecola sia intorno al 15%-23%. L'emivita plasmatica di eliminazione è di circa 2-4 ore. Lo steady state è raggiunto dopo 3-4 giorni dall'inizio della terapia. L'assunzione del cibo ne ritarda l'assorbimento e ne riduce l'area sotto la curva (AUC) del 20% circa. Tuttavia questi effetti sembrano essere privi di qualsiasi rilevanza clinica. Nell'organismo il farmaco è metabolizzato tramite n-dealchilazione e tramite idrossilazione alifatica e aromatica. Nelle urine si rintraccia meno dell'1% di farmaco immodificato. I metaboliti maggiori sono tre: idrossinefazodone, metaclorofenilpiperazina, e un metabolita triazolo-dionico.
Nefazodone, idrossinefazodone e metaclorofenilpiperazina possiedono un'attività agonista su alcuni sottotipi di recettori serotoninergici. Nei pazienti affetti da cirrosi epatica, l'AUC di nefazodone e del metabolita idrossinefazodone è approssimativamente del 25% più alta di quella osservata nei soggetti sani. Nei pazienti anziani, con oltre 65 anni di età, dopo assunzione di una singola dose di 300 mg, il picco di concentrazione plasmatica e l'AUC risultano due volte più elevate rispetto a volontari giovani e sani.

## Usi clinici
Nefazodone è indicato nel trattamento delle sindromi depressive di varia origine, comprendendo la depressione ansiosa e la depressione associata a disturbi del sonno.

## Effetti collaterali ed indesiderati
In corso di terapia con nefazodone gli effetti avversi che si registrano con maggiore frequenza sono: secchezza della fauci (25%), nausea(22%), vertigine e capogiro (17%), sonnolenza e sedazione (25%), costipazione, debolezza marcata, sensazione di testa vuota ed alterazioni della visione (16%).
Altri sintomi che si possono verificare con una frequenza inferiore sono brividi, febbre, dolori articolari, parestesie, confusione mentale, insonnia ed incubi notturni, disturbi della memoria, incoordinamento motorio fino all'atassia.
Nella fase post-marketing sono stati segnalati rari casi di ittero, insufficienza epatica e di necrosi epatica, con necessità di trapianto epatico. Una minoranza di casi sono risultati fatali.
Inoltre si sono verificate gravi reazioni allergiche, angioedema, rash cutaneo, sindrome di Stevens-Johnson.
Diversamente dalla maggior parte degli inibitori della ricaptazione della serotonina, nefazodone presenta una bassa incidenza di effetti negativi sulla libido e sulla funzione sessuale, ed è talvolta utilizzato negli uomini come trattamento per l'anorgasmia o l'impotenza indotta dagli SSRI o SNRI.
La terapia con nefazodone può tuttavia determinare disturbi della sfera sessuale comprendenti priapismo ed erezione dolorosa o prolungata.
A differenza di mirtazapina, nefazodone non sembra essere strettamente associato ad un aumento dell'appetito o di peso corporeo.

## Controindicazioni
Nefazodone è controindicato nei soggetti con ipersensibilità nota al principio attivo oppure ad uno qualsiasi degli eccipienti utilizzati nella formulazione farmaceutica, oppure ad altri antidepressivi fenilpiperazinici.
È inoltre controindicato nei soggetti con meno di 18 anni di età e nei soggetti con precedenti di epatopatia. Ne deve essere evitato l'utilizzo in associazione con terfenadina, astemizolo, pimozide, cisapride, oppure carbamazepina.

## Dosi terapeutiche
Il dosaggio usuale iniziale nell'adulto è di 100 mg, da assumersi due volte al giorno. Questo dosaggio, quando il medico curante lo ritenga necessario, può essere aumentato, con gradualità, di 100–200 mg al giorno, sempre suddivisi in due dosi distinte giornaliere.
L'aumento del dosaggio deve essere eseguito tenendo conto della risposta clinica del paziente e valutando la dose tollerata. Gli incrementi dovrebbero essere distanziati almeno di una settimana l'uno dall'altro. Studi clinici controllati hanno evidenziato che la dose efficace è di solito compresa tra i 300 ed i 600 mg al giorno.
Un numero limitato di pazienti affetti da grave depressione possono richiedere dosaggi superiori ai 600 mg al giorno. Va comunque ricordato che come per molti altri antidepressivi, può essere necessario che trascorrano alcune settimane prima di ottenere un pieno effetto terapeutico.

## Interazioni
- Aloperidolo: la somministrazione contemporanea di aloperidolo e nefazodone può comportare un aumento dell'AUC di aloperidolo pari a circa il 35%. Questa modificazione non è ritenuta clinicamente significativa.[16]
- Farmaci metabolizzati dal citocromo P450 3A4: nefazodone è un inibitore di CYP3A4. Per questo motivo è necessaria una estrema cautela nell'uso contemporaneo a nefazodone di farmaci metabolizzati da questo isoenzima, in particolare astemizolo, terfenadina, cisapride, pimozide.
- Inibitori dell'HMG-CoA reduttasi: in caso di co-somministrazione di nefazodone ed inibitori dell'HMG-CoA reduttasi (ad esempio lovastatina, pravastatina o simvastatina), noti substrati di CYP3A4, sono stati segnalati casi rari di rabdomiolisi.
- Triazolobenzodiazepine: quando nefazodone è somministrato contemporaneamente ad una triazolobenzodiazepina (in particolare triazolam e alprazolam) l'emivita e l'AUC di queste tende ad essere aumentata. Per tale motivo durante la contemporanea somministrazione dei due farmaci è raccomandata una riduzione del dosaggio della benzodiazepina.[17][18]
- Cimetidina: non sono state segnalate interazioni farmacocinetiche o cliniche di rilievo tra cimetidina e nefazodone.[19]